# Automobiles Gonfaronnaises Sportives
L'Automobiles Gonfaronnaises Sportives (abbreviato in AGS) è un costruttore francese di auto da corsa fondato nel 1968 a Gonfaron dal meccanico Henri Julien.

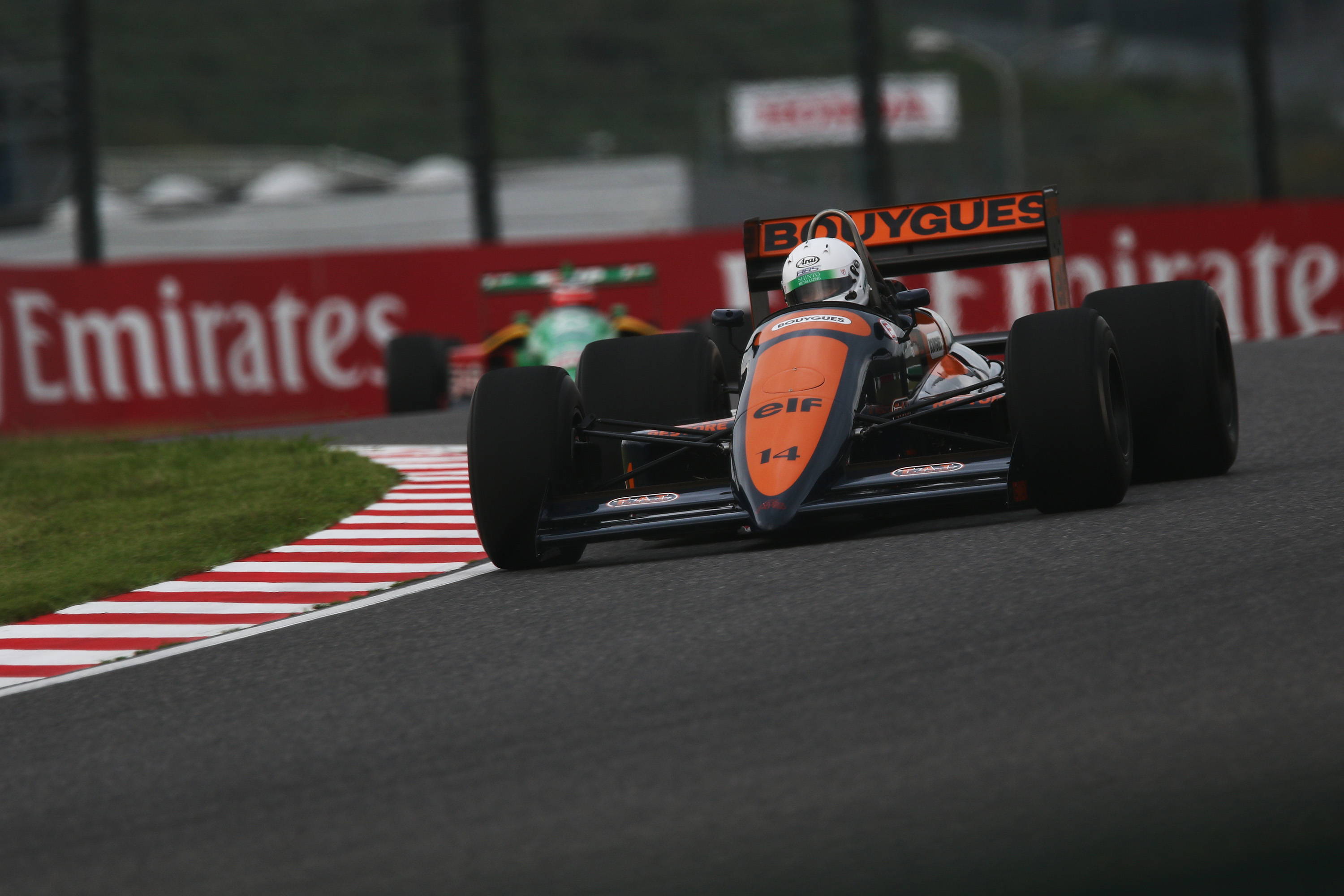
La AGS JH23 guidata da Philippe Streiff nel 1988 (qui immortalata nel 2018)

## Storia

### Garage de l'Avenir
Negli anni '50 Henri Julien, un giovane meccanico francese impiegato al Garage de l'Avenir, una stazione di servizio situata a Gonfaron, nella Francia Meridionale, cominciò a costruire dei telai artigianali, utilizzandoli per competere in corse locali; in seguito Julien disputò alcune gare di Formula 3, ritirandosi dalle competizioni nel 1965.

### Fondazione e formule minori

#### Formula Renault e F3
Nel 1968 la creazione del nuovo campionato di Formula France spinse Julien a riprendere la costruzione di telai; fondò quindi l'AGS, costruendo la JH4 su progetto del socio Christian Vanderpleyn e iscrivendosi al campionato l'anno seguente con François Rabbioni al volante. Il team continuò a competere nella serie, senza far segnare risultati di particolare rilievo, anche dopo che questa ebbe cambiato denominazione in Formula Renault nel 1971; Julien iscrisse poi alcune sue vettura anche al Campionato di Formula 3.

#### Formula 2
Nel 1978 si decise di passare al Campionato europeo di Formula 2, ingaggiando come pilota Richard Dallest, già autore di buone prove con l'AGS in Formula Renault. Le prime due stagioni furono molto difficili, ma nel 1980 il pilota francese conquistò due vittorie, finendo sesto in classifica generale. Dopo una stagione priva di risultati di rilievo, nel 1982 Julien ingaggiò Philippe Streiff e Pascal Fabre. Con questi due piloti il team affrontò le tre stagioni seguenti: Streiff conquistò diversi piazzamenti a podio e giunse quarto in Campionato nel 1983 e nel 1984.

#### Formula 3000
Nel 1985 la Formula 2 fu sostituita dal nuovo Campionato di Formula 3000. L'AGS prese parte al campionato con Streiff, ma non ottenne risultati di rilievo; Julien, però, non era soddisfatto degli eccessivi costi di gestione di una vettura di F3000 e decise quindi di iscriversi al Mondiale di Formula 1. Mentre la vettura da F1 veniva approntata, il team fornì i telai per la stagione 1986 di F3000 ad un'altra scuderia, che non ottenne però particolari piazzamenti.

### Formula 1
Il debutto in Formula 1 avvenne al Gran Premio d'Italia 1986, quando Ivan Capelli fu ingaggiato per guidare la JH21C, vettura progettata da Vanderpleyn utilizzando anche alcune parti di vecchie monoposto Renault acquistate da Julien e motorizzata con un V6 fornito dalla Motori Moderni; la scuderia, composta da appena sette meccanici, partecipò anche al Gran Premio del Portogallo, ma in nessuna delle due occasioni Capelli riuscì a completare la gara.
Per la stagione successiva Vanderpleyn sviluppò la vettura, che, rinominata JH22 e motorizzata Cosworth, fu affidata a Pascal Fabre. La monoposto, seppur molto affidabile (tanto che il pilota francese si ritirò solo due volte), si dimostrò poco competitiva e in tre occasioni Fabre mancò la qualificazione. Per gli ultimi due Gran Premi Julien ingaggiò Roberto Moreno che, approfittando del gran numero di ritiri, giunse sesto nella gara conclusiva in Australia.
Questo buon risultato attrasse l'attenzione di alcuni sponsor, il cui apporto finanziario permise a Julien di affiancare un vero e proprio staff tecnico a Vanderpleyn e di progettare una vettura completamente nuova per il 1988. I risultati furono subito migliori e, con Philippe Streiff al volante, la piccola scuderia francese fece segnare diversi buoni piazzamenti in qualifica, come un decimo posto sulla griglia nel Gran Premio del Canada, nel quale Streiff marcò anche il quarto giro più veloce in gara prima di ritirarsi mentre occupava la quinta posizione. Tuttavia, nella seconda parte del campionato l'appoggio degli sponsor venne a mancare e le prestazioni calarono gradualmente; a metà stagione Vanderpleyn lasciò la squadra insieme a gran parte dei tecnici e Julien, vista la difficile situazione economica, cedette il team all'imprenditore Cyril De Rouvre, rimanendo nel ruolo di Direttore Generale.
Ingaggiato Claude Galopin per la progettazione di una nuova vettura, l'AGS si preparò ad affrontare la prima parte del campionato 1989 con un aggiornamento della JH23, schierando anche un secondo pilota, Joachim Winkelhock, al fianco di Streiff. Tuttavia, in dei test poco prima del Gran Premio del Brasile, il pilota francese ebbe un terribile incidente, nel quale riportò delle lesioni alla colonna vertebrale che lo costrinsero su una sedia a rotelle in modo permanente. Lo sfortunato Streiff fu sostituito da Gabriele Tarquini, che riuscì a conquistare alcuni buoni piazzamenti in qualifica e il sesto posto nel Gran Premio del Messico. Questo risultato non fu però sufficiente ad evitare al pilota italiano di dover disputare, da metà stagione in poi, le prequalifiche, che si erano dimostrate un ostacolo insormontabile sia per Winkelhock che per il suo sostituto Yannick Dalmas; allo stesso modo Tarquini non riuscì mai a passarle, non qualificandosi più per tutto l'anno.
Per la stagione successiva De Rouvre riorganizzò il team, spostandone la sede al circuito di Le Luc, trovando nuovi sponsor e ingaggiando Michel Costa (già assistente di Vanderpleyn) perché progettasse una nuova vettura; tuttavia neanche la JH25, introdotta a partire dal Gran Premio di San Marino, si rivelò competitiva, ed il miglior risultato dell'anno fu un nono posto di Dalmas in Spagna, unica occasione nella quale il francese ed il compagno di squadra Tarquini erano riusciti a qualificarsi entrambi.
Il 1991 iniziò all'insegna dell'incertezza; la scuderia attraversava una crisi economica ormai irreversibile, tanto che la vettura progettata da Costa, la JH26, non fu mai realizzata e Tarquini e Stefan Johansson, ingaggiati come piloti, disputarono le prime gare con la monoposto dell'anno precedente. Per tentare di evitare il fallimento, De Rouvre avviò delle trattative con la Larrousse per unire i due team, ma quando queste non andarono a buon fine la squadra dichiarò bancarotta. L'AGS fu poi acquistata da due italiani, Patrizio Cantù e Gabriele Raffanelli, che ingaggiarono nuovamente Vanderpleyn perché progettasse una nuova monoposto e sostituirono Johansson con Fabrizio Barbazza; la JH27, introdotta al Gran Premio d'Italia, non portò miglioramenti e la squadra, ormai senza nessuna risorsa finanziaria, chiuse i battenti dopo il Gran Premio del Portogallo.

### Dopo la Formula 1
Dopo aver lasciato le competizioni, la AGS si specializza nei corsi di pilotaggio creando anche un programma, AGS Formule 1, grazie al quale chiunque può imparare a guidare una vettura della massima formula.

## Risultati completi in Formula 1
| Anno | Vettura | Motore                | Gomme | Piloti  |  |  |  |  |  |  |  |  |  |  |  |  |     |     |  |  | Punti | Pos. |
| ---- | ------- | --------------------- | ----- | ------- |  |  |  |  |  |  |  |  |  |  |  |  | --- | --- |  |  | ----- | ---- |
| 1986 | JH21C   | Motori Moderni 615-90 | P     | Capelli |  |  |  |  |  |  |  |  |  |  |  |  | Rit | Rit |  |  | 0     | -    |

| Anno | Vettura | Motore            | Gomme | Piloti |    |    |    |    |    |   |   |     |    |    |    |    |     |    |     |   | Punti | Pos. |
| ---- | ------- | ----------------- | ----- | ------ | -- | -- | -- | -- | -- | - | - | --- | -- | -- | -- | -- | --- | -- | --- | - | ----- | ---- |
| 1987 | JH22    | Ford-Cosworth DFZ | G     | Fabre  | 12 | 13 | 10 | 13 | 12 | 9 | 9 | Rit | 13 | NC | NQ | NQ | Rit | NQ |     |   | 1     | 12º  |
| 1987 | JH22    | Ford-Cosworth DFZ | G     | Moreno |    |    |    |    |    |   |   |     |    |    |    |    |     |    | Rit | 6 | 1     | 12º  |

| Anno | Vettura     | Motore       | Gomme | Piloti  |     |    |     |    |     |     |     |     |     |     |    |     |   |     |   |    | Punti | Pos. |
| ---- | ----------- | ------------ | ----- | ------- | --- | -- | --- | -- | --- | --- | --- | --- | --- | --- | -- | --- | - | --- | - | -- | ----- | ---- |
| 1988 | JH22 e JH23 | Cosworth DFZ | G     | Streiff | Rit | 10 | Rit | 12 | Rit | Rit | Rit | Rit | Rit | Rit | 10 | Rit | 9 | Rit | 8 | 11 | 0     | -    |

| Anno | Vettura      | Motore   | Gomme | Piloti     |     |     |     |     |     |     |     |     |     |     |     |     |     |     |     |     | Punti | Pos. |
| ---- | ------------ | -------- | ----- | ---------- | --- | --- | --- | --- | --- | --- | --- | --- | --- | --- | --- | --- | --- | --- | --- | --- | ----- | ---- |
| 1989 | JH23B e JH24 | Ford DFR | G     | Streiff    | WD  |     |     |     |     |     |     |     |     |     |     |     |     |     |     |     | 1     | 15º  |
| 1989 | JH23B e JH24 | Ford DFR | G     | Tarquini   |     | 8   | Rit | 6   | 7   | Rit | Rit | NQ  | NPQ | NPQ | NPQ | NPQ | NPQ | NPQ | NPQ | NPQ | 1     | 15º  |
| 1989 | JH23B e JH24 | Ford DFR | G     | Winkelhock | NPQ | NPQ | NPQ | NPQ | NPQ | NPQ | NPQ |     |     |     |     |     |     |     |     |     | 1     | 15º  |
| 1989 | JH23B e JH24 | Ford DFR | G     | Dalmas     |     |     |     |     |     |     |     | NPQ | NPQ | NPQ | NPQ | NPQ | NPQ | NPQ | NPQ | NPQ | 1     | 15º  |

| Anno | Vettura     | Motore   | Gomme | Piloti   |     |     |     |     |     |     |    |     |     |    |    |    |     |     |    |     | Punti | Pos. |
| ---- | ----------- | -------- | ----- | -------- | --- | --- | --- | --- | --- | --- | -- | --- | --- | -- | -- | -- | --- | --- | -- | --- | ----- | ---- |
| 1990 | JH24 e JH25 | Ford DFR | G     | Tarquini | NPQ | NPQ | NPQ | NPQ | NPQ | NPQ | NQ | Rit | NPQ | 13 | NQ | NQ | NQ  | Rit | NQ | Rit | 0     | -    |
| 1990 | JH24 e JH25 | Ford DFR | G     | Dalmas   | NPQ | Rit | NPQ | NPQ | NPQ | NPQ | 17 | NPQ | NQ  | NQ | NQ | NC | Rit | 9   | NQ | NQ  | 0     | -    |

| Anno | Vettura     | Motore   | Gomme | Piloti     |    |     |    |     |    |    |    |    |     |     |     |     |     |     |  |  | Punti | Pos. |
| ---- | ----------- | -------- | ----- | ---------- | -- | --- | -- | --- | -- | -- | -- | -- | --- | --- | --- | --- | --- | --- |  |  | ----- | ---- |
| 1991 | JH25 e JH27 | Ford DFR | G     | Tarquini   | 8  | Rit | NQ | Rit | NQ | NQ | NQ | NQ | NQ  | NPQ | NPQ | NPQ | NQ  |     |  |  | 0     | -    |
| 1991 | JH25 e JH27 | Ford DFR | G     | Grouillard |    |     |    |     |    |    |    |    |     |     |     |     |     | NPQ |  |  | 0     | -    |
| 1991 | JH25 e JH27 | Ford DFR | G     | Johansson  | NQ | NQ  |    |     |    |    |    |    |     |     |     |     |     |     |  |  | 0     | -    |
| 1991 | JH25 e JH27 | Ford DFR | G     | Barbazza   |    |     | NQ | NQ  | NQ | NQ | NQ | NQ | NPQ | NPQ | NPQ | NPQ | NPQ | NPQ |  |  | 0     | -    |

| Legenda | 1º posto     | 2º posto | 3º posto    | A punti         | Senza punti/Non class.  | Grassetto – Pole position Corsivo – Giro più veloce |
| Legenda | Squalificato | Ritirato | Non partito | Non qualificato | Solo prove/Terzo pilota | Grassetto – Pole position Corsivo – Giro più veloce |